# Consuelo Sanz Pastor y Fernández de Piérola
Consuelo Sanz Pastor y Fernández de Piérola (Madrid, 1916-Madrid, 30 de mayo de 2014) fue una historiadora y conservadora de museos. Su mayor contribución fue el libro Museos y Colecciones de España (1.ª edición, 1969), conocido como el «libro rojo», que recopila todos los museos y colecciones de España.
Fue una de las primeras profesionales que impartió museología como asignatura docente en España.

## Biografía
Se licenció en 1933 en Geografía e Historia por la Facultad de Filosofía y Letras de la Universidad de Zaragoza. Se doctoró en 1940 en Historia por la Universidad de Madrid con una tesis sobre Catón el Viejo dirigida por Eloy Bullón. Ingresó por oposición en el Cuerpo Facultativo de Conservadores de Museos en 1941. Al año siguiente, en 1942, es nombrada directora del Museo Cerralbo, cargo que ocupa hasta 1986.
En 1956 fundó Amistad Universitaria, junto con Ángeles Galino de la Institución Teresiana y primera catedrática de la Universidad española y María Salas.
Impartió clases de museología en 1958 y fue profesora de la Escuela Oficial de Conservación y Restauración de Bienes Culturales entre 1966 y 1977. Ejerció como Inspectora de Museos de Bellas Artes de 1963 a 1969. También participó en la Comisión de Museos de la Junta Técnica de Archivos, Bibliotecas y Museos y en el Consejo Superior de Cultura y Bellas Artes. Fue presidenta de la Junta Superior de Museos.
Miembro de la Hispanic Society of America de Nueva York, participó en numerosos proyectos internacionales y dejó una gran producción bibliográfica. Entre premios y distinciones se le concedió la encomienda de la orden civil de Alfonso X el Sabio (1951), la encomienda de la orden de Isabel la Católica (1976) y la medalla de plata al Mérito de las Bellas Artes (1982).
Fue miembro del Comité Internacional de Arquitectura y Técnicas Museográficas y entre 1981 y 1984 presidenta del Comité Español del Consejo Internacional de Museos. Fue vocal del Real Patronato del Museo del Prado desde 1980.

## Familia
Su hermano, César Sanz-Pastor y Fernández de Piérola (1911-2005), fue un ingeniero de caminos que introdujo las autopistas de peaje en España y construyó el túnel de Guadarrama en 1963.

## Reconocimientos
Forma parte del proyecto Mujeres Investigadoras en los Archivos Estatales (1900-1970) del Ministerio de Cultura. Busca visibilizar a las investigadores que han desarrollado su labor en alguno de los nueve archivos competencia de dicho ministerio entre los años 1900 y 1970: Archivo Histórico Nacional, el Archivo de la Corona de Aragón, el Archivo General de Simancas, el Archivo General de Indias, el Archivo de la Real Chancillería de Valladolid, el Archivo General de la Administración y el Centro de Información Documental de Archivos. 

## Premios
- Encomienda de la Orden de Alfonso X el Sabio (1951)
- Encomienda de la Orden de Isabel la Católica (1976)
- Medalla de plata al Mérito de las Bellas Artes (1982).

## Obra (selección)
- Consuelo Sanz-Pastor y Fernández de Piérola (1969). Museos y colecciones de España. Ministerio de Cultura.
- Consuelo Sanz-Pastor y Fernández de Piérola (1976). Museo Cerralbo: catálogo de dibujos. Comisaría Nacional de Museos y Exposiciones. ISBN 978-84-369-0521-2.